# Patuguran
Patuguran is een bestuurslaag in het regentschap Pasuruan van de provincie Oost-Java, Indonesië. Patuguran telt 2121 inwoners (volkstelling 2010).